# RPTOR
RPTOR（regulatory-associated protein of mTOR）は、ヒトではRPTOR遺伝子によってコードされるアダプタータンパク質である。RaptorやKIAA1303の名称でも知られる。RPTOR遺伝子からは、1335アミノ酸長のタンパク質（アイソフォーム1）と1177アミノ酸（アイソフォーム2）をそれぞれコードする、2種類のmRNAが同定されている。

## 遺伝子と発現
ヒトのRPTOR遺伝子は17番染色体のバンド17q25.3に位置する。
RPTORの発現パターンはmTORのものと類似しており、骨格筋、脳、腎臓、胎盤で最も高い。細胞内では、RPTORは細胞質、リソソーム、そして細胞質の顆粒内に存在する。RPTORのリソソームへの標的化は、アミノ酸のアベイラビリティによって決定される。ストレス下の細胞では、RPTORはSPAG5と結合してストレス顆粒に蓄積し、リソソーム内の存在量が大きく低下する。

## 機能
RPTOR遺伝子は、栄養素やインスリンレベルに応答して細胞成長を調節するシグナル伝達経路の一部を担う。RPTORは進化的に保存されたタンパク質であり、mTOR経路において複数の役割を持つ。アダプタータンパク質であり、mTORキナーゼと1:1で複合体を形成する。また、4E-BP1やリボソームタンパク質S6キナーゼ（S6K）とも結合する。RPTORはS6Kをアップレギュレーションし、ｍTORをダウンレギュレーションする。RPTORは細胞のサイズの維持とmTORタンパク質の発現に対する正の役割も持つ。ｍTORとRPTORの結合は栄養素の枯渇や、その他ｍTOR経路を抑制する条件下で安定化される。RPTOR遺伝子には、異なるアイソフォームをコードする複数の転写バリアントが存在する。

## 構造
RPTORは150 kDaのmTOR結合タンパク質であり、mTORC1と呼ばれる複合体の一部を構成する。この複合体には、mTOR、MLST8、RPTOR、AKT1S1/PRAS40、DEPTORが含まれる。mTORC1は、FKBP12-ラパマイシンと結合することで阻害される。mTORC1の活性は、MAPK経路によるRPTORのリン酸化によってアップレギュレーションされる。MAPK8は浸透圧ストレスの際にSer696、Thr706、Ser863のリン酸化を引き起こす。一方、栄養素の枯渇の際のAMPKによるリン酸化は、14-3-3のRPTORへの結合を促進し、mTORC1をダウンレギュレーションする。

## 相互作用
- RPTORは4E-BP1[15]やRPS6KB1（英語版）[6][15][16][17][18]と直接結合する。これらの結合はmTORへの結合いかんに関わらず生じる[15]。
- RPTORは低リン酸化または非リン酸化状態の4E-BP1と選択的に結合する。このことは、mTORによる4E-BP1に対するリン酸化の触媒に重要である[6][15][16][17][19][20][21][22]。
- RPTORはULK1と相互作用する。この相互作用は栄養素の存在に依存しており、飢餓時には低下する[23]。
- AMPKによってリン酸化されたRPTORは14-3-3タンパク質と相互作用し、その活性が阻害される[14]。
- RPTORはSPAG5（英語版）と相互作用する。SPAG5はRPTORへの結合をめぐってmTORと競合し、mTORC1の形成の低下を引き起こす[10]。
- RPTORはG3BP1（英語版）と相互作用する。酸化ストレスはRPTOR、G3BP1、SPAG5からなる複合体の形成を増加させる。

RPTORは次に挙げる因子とも相互作用する。
- FKBP1A（英語版）[24][25]
- RHEB（英語版）[26]
- mTOR[6][8][15][16][17][22][24][25][27][28][29][30][31][32][33][34][35][36][37][38]

## 臨床的意義

### がんにおけるシグナル伝達
RPTORの臨床的意義は、主にmTOR経路との関係によるものである。mTOR経路はmRNAの翻訳、オートファジー、細胞成長に関与している。がん抑制遺伝子であるPTENの変異は、がんでみられる遺伝的欠陥の中でmTORシグナル伝達に影響が生じるものとして最もよく知られた例である。PTENの変異は、前立腺がん、乳がん、肺がん、膀胱がん、メラノーマ、子宮内膜がん、甲状腺がん、脳腫瘍、腎臓がんなど非常に広い範囲のがんで高頻度でみられる。PTENは、PtdIns(4,5)P2をPtdIns(3,4,5)P3（PIP3）へリン酸化する、クラスI PI3キナーゼの脂質キナーゼ活性を阻害する。PIP3はAKTやPDK1の膜へのドッキング部位となり、活性化されたPDK1はmTORC1とともに、mTOR経路を構成するS6Kをリン酸化し、タンパク質合成と細胞成長を促進する。
mTOR経路は老化とも関係していることが知られている。線虫Caenorhabditis elegans、ショウジョウバエ、マウスでの研究では、ｍTORC1を阻害することで個体の寿命が大きく伸びることが示されている。mTORC1はATG13をリン酸化し、ULK1キナーゼ複合体の形成を防ぐ。これによって、真核生物における主要な分解経路であるオートファジーが阻害される。mTORC1はオートファジーを阻害して細胞成長を刺激するため、タンパク質や細胞構造の損傷の蓄積をもたらす場合がある。そのため、オートファジー過程の機能不全は、がんなどいくつかの疾患に寄与する。
mTOR経路は多くのがんで重要である。がん細胞では、ストレス時のアポトーシスの抑制にSPAG5が必要である。SPAG5はRPTORをストレス顆粒へリクルートし、mTORC1との結合を阻害してmTORC1の高活性化によるアポトーシスを防ぐ。SPAG5は腫瘍で高頻度でアップレギュレーションされているため、mTORC1経路を介して腫瘍のアポトーシスに対する感受性を高める際の標的となる可能性がある。
RPTORは下垂体腺腫で過剰発現しており、その発現は腫瘍のステージの進行とともに増大する。RPTORタンパク質の発現と腫瘍の成長や浸潤性には相関がみられるため、RPTORは下垂体腺腫の予測や予後のマーカーとして有用である可能性がある。

### 創薬標的として
mTORは2種類の異なる複合体として存在する。mTORがRICTORと結合している際には、その複合体はmTORC2と呼ばれ、ラパマイシンに対する感受性を持たない。しかし、RPTORとの結合によってmTORC1が形成された際にはラパマイシンに対する感受性を持つ。ラパマイシンはヒトで免疫抑制効果を示すマクロライドであり、細胞内の受容体であるFKBP12に結合してmTORを阻害する。多くのがんでは、AKTシグナルの過剰な活性化によってmTORシグナルが増大しているため、ラパマイシンはPTENが不活性化されているがんに対しては抗がん作用を示すと考えられている。CCI-779、RAD001、AP23573などラパマイシンアナログを用いた臨床試験が多数進行中である。初期の報告では、腎細胞がん、乳がん、非小細胞性肺がんに対する有望性が示されている。

## 関連文献
- “mTOR interacts with raptor to form a nutrient-sensitive complex that signals to the cell growth machinery”. Cell 110 (2):  163–75. (2002). doi:10.1016/S0092-8674(02)00808-5. PMID 12150925.
- “The mammalian target of rapamycin (mTOR) partner, raptor, binds the mTOR substrates p70 S6 kinase and 4E-BP1 through their TOR signaling (TOS) motif”. J. Biol. Chem. 278 (18):  15461–4. (2003). doi:10.1074/jbc.C200665200. PMID 12604610.
- “GbetaL, a positive regulator of the rapamycin-sensitive pathway required for the nutrient-sensitive interaction between raptor and mTOR”. Mol. Cell 11 (4):  895–904. (2003). doi:10.1016/S1097-2765(03)00114-X. PMID 12718876.
- “Dissociation of raptor from mTOR is a mechanism of rapamycin-induced inhibition of mTOR function”. Genes Cells 9 (4):  359–66. (2004). doi:10.1111/j.1356-9597.2004.00727.x. PMID 15066126.
- “Rictor, a novel binding partner of mTOR, defines a rapamycin-insensitive and raptor-independent pathway that regulates the cytoskeleton”. Curr. Biol. 14 (14):  1296–302. (2004). doi:10.1016/j.cub.2004.06.054. PMID 15268862.
- “Large-scale characterization of HeLa cell nuclear phosphoproteins”. Proc. Natl. Acad. Sci. U.S.A. 101 (33):  12130–5. (2004). Bibcode: 2004PNAS..10112130B. doi:10.1073/pnas.0404720101. PMC 514446. PMID 15302935.
- “Mammalian TOR complex 2 controls the actin cytoskeleton and is rapamycin insensitive”. Nat. Cell Biol. 6 (11):  1122–8. (2004). doi:10.1038/ncb1183. PMID 15467718.
- “Phosphorylation and regulation of Akt/PKB by the rictor-mTOR complex”. Science 307 (5712):  1098–101. (2005). Bibcode: 2005Sci...307.1098S. doi:10.1126/science.1106148. PMID 15718470.
- “Rheb binds and regulates the mTOR kinase”. Curr. Biol. 15 (8):  702–13. (2005). doi:10.1016/j.cub.2005.02.053. PMID 15854902.
- “Redox regulation of the nutrient-sensitive raptor-mTOR pathway and complex”. J. Biol. Chem. 280 (47):  39505–9. (2005). doi:10.1074/jbc.M506096200. PMID 16183647.
- “Nutrients suppress phosphatidylinositol 3-kinase/Akt signaling via raptor-dependent mTOR-mediated insulin receptor substrate 1 phosphorylation”. Mol. Cell. Biol. 26 (1):  63–76. (2006). doi:10.1128/MCB.26.1.63-76.2006. PMC 1317643. PMID 16354680.
- “Turnover of the active fraction of IRS1 involves raptor-mTOR- and S6K1-dependent serine phosphorylation in cell culture models of tuberous sclerosis”. Mol. Cell. Biol. 26 (17):  6425–34. (2006). doi:10.1128/MCB.01254-05. PMC 1592824. PMID 16914728.
- “Human cytomegalovirus infection alters the substrate specificities and rapamycin sensitivities of raptor- and rictor-containing complexes”. Proc. Natl. Acad. Sci. U.S.A. 103 (38):  14182–7. (2006). Bibcode: 2006PNAS..10314182K. doi:10.1073/pnas.0605825103. PMC 1599931. PMID 16959881.
- “A probability-based approach for high-throughput protein phosphorylation analysis and site localization”. Nat. Biotechnol. 24 (10):  1285–92. (2006). doi:10.1038/nbt1240. PMID 16964243.
- “Global, in vivo, and site-specific phosphorylation dynamics in signaling networks”. Cell 127 (3):  635–48. (2006). doi:10.1016/j.cell.2006.09.026. PMID 17081983.